# У души нет цвета
«У души нет цвета» (исп. El alma no tiene color) — мексиканская 100-серийная мелодрама с элементами драмы 1997 года производства Televisa.

## Сюжет
Телесериал повествует о проблемах, связанных с расизмом. Отец Гуадалупе Рольдан, дон Умберто находится на грани финансового краха и чтобы спасти его, Гуадалупе приняла решение расстаться со своим возлюбленным — Луисом Диего Моралесом, скромным бедняком и начать отношения с миллионером Лисандро дель Аламо. Первоначально тот не чувствует любви к Гуадалупе, но затем их чувства стали намного сильнее. Вскоре Гуадалупе забеременела и родила чернокожую дочь, в ответ на это Лисамо разводится с ней, обвинив её в прелюбодеянии. Тем временем сестра Гуадалупе Ана Луиса начала встречаться с бывшим возлюбленным своей сестры Луисом Диего, что испортило её отношения с Гуадалупе, а также довела своего отца дона Умберто до депрессии и алкоголизма.

## Создатели телесериала

### В ролях
- Лаура Флорес - Guadalupe Roldán Palacios
- Артуро Пениче - Lisandro del Álamo
- Освальдо Сабатини - Víctor Manuel Legarreta
- Лорена Рохас† - Ana Luisa Roldán de Del Álamo
- Клаудия Ислас - Begoña Roldán
- Карлос Камара† - Humberto Roldán
- Патрисия Навидад - Sara "Sarita" Roldán Palacios
- Селия Крус† - Macaria
- Офелия Гильмаин† - Alina Vda. de Del Álamo
- Рафаэль Рохас - Luis Diego Morales
- Арасели Арамбула - Maiguálida Roldán Palacios
- Куно Бекер - Juan José
- Эрнесто д'Алессио - Papalote
- Серрана - Mónica Rivero
- Эрика Буэнфиль - Diana Alcántara
- Зайда Аулетт - Estrella "Estrellita" del Álamo Roldán
- Сулейма Крус - La Tatuada
- Карла Эсгуерра - Fefa
- Хесус Ферка - Gonzalo
- Габриэла Гольдсмит - Zafiro
- Рената Флорес - Celadora Justina
- Роландо Брито
- Перла Хассо
- Диана Лаура - Daisy
- Эдуардо Луна - Rodrigo
- Хавьер Марк - Román
- Марина Марин - Directora del reclusorio femenil
- Беатрис Монрой - Doña Queca
- Риго Пальма - Gonzalo
- Марибель Пальмер - Isadora
- Лихия Роблес - Mirna
- Кристиан Руби - Alejandra
- Бланка Торрес - Arcelia
- Эсмеральда Салинас - Ashanty
- Тереса Туккио - Martha Karina
- Гильермо Сарур† - Don Fulgencio
- Синтия Морено Кастро - Estrella "Estrellita" del Álamo y Roldán (bebé)
- Кристиан Солис - Natasha

### Административная группа
- оригинальный текст: Альберто Гомес
- литературный редактор: Рикардо Техеда
- музыкальная тема заставки: El alma no tiene color
- автор текста к музыке: Марко Антонио Солис
- вокал: Лаура Флорес, Марко Антонио Солис
- музыкальный фон: Рауль Элисальде
- художник-декоратор: Мария Тереса Ортис
- начальник места прожмивания актёров: Лаура Окампо
- художники-костюмеры: Клаудия Лопес, Ана Клаудия Окампо
- дизайнер изображения: Мике Салас
- редактор: Алехандро Альварес Кенисерос
- начальник съёмочной группы: Элио Лосано
- начальник производства: Эдуардо Рикало
- ведущий менеджер: Тереса Муньос
- менеджер по производству: Рамон Ортис Куинуньес
- координатор производства: Хорхе Соса Ланс
- операторы-постановщики: Карлос Герра Вильяреаль, Хавьер Родригес, Оскар Моралес, Хильберто Масин
- ассоциированный продюсер: Пабло Носеда Перес
- реализатор: Антулио Хименес Понс
- режиссёр-постановщик: Отто Сирго
- исполнительный продюсер: Хуан Осорио Ортис

## Награды и премии

### TVyNovelas
| Номинация                        | Заставка                  | Персоны                            | Итоги премии |
| -------------------------------- | ------------------------- | ---------------------------------- | ------------ |
| Лучшая музыкальная тема заставки | "El alma no tiene color"" | Лаура Флорес и Марко Антонио Солис | ПОБЕДА       |